# Catherine Belkhodja

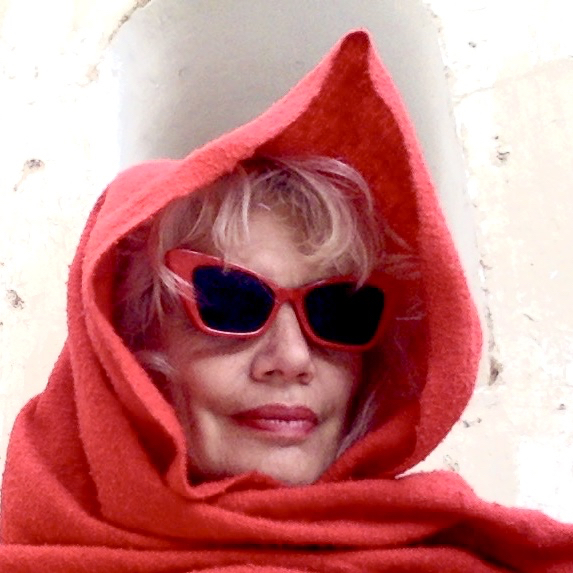
Catherine Belkhodja, 2024

Catherine Belkhodja (* 15. April 1955 in Paris) ist eine französische Schauspielerin und Schriftstellerin.

## Leben
Belkhodja hatte algerisch-kabylische Eltern. Catherine Belkhodja ist Darstellerin in zahlreichen französischen und deutschen Film- und Fernsehproduktionen, war aber auch als Autorin und Fotografin für französische Zeitungen tätig, unter anderem als Reporterin in Asien.
Vom Fernsehen Moi-je, Mosaïque, Envoyé Spécial, Océaniques, oder die legendäre Sendung Taxi zur konzeptuellen Kunst über die Architektur, den Journalismus oder die Philosophie, all das gehört zum umfangreichen Schaffensgebiet von Catherine Belkhodja. So taucht sie schon in der Filmwelt unter der Regie von Claire Devers Noir et Blanc, Guy Gilles Nuit docile, Jean-Pierre Limosin, L'autre nuit oder Benoît Peeters, Le compte-rendu auf, nimmt an der Hundertjahrfeier des Kinos teil und verkörpert dort die Zentralfigur von Silent Movie wo sie nach den Worten von Bill Hoorigan „eine Art Zeitreisende des Films“ darstellt, „hineinprojeziert in die Schwarz-Weiß-Welt des Stummfilms, um dessen Geheimnisse zu enthüllen.“ In Level Five von Chris Marker steht sie vor einer einzigartigen Rollenaufgabe: ein Film, der nur auf eine einzige Interpretin ausgerichtet ist.
Nach Abschluss ihrer höheren Schulbildung in Algier schreibt sie ihre ersten Erzählungen und beginnt ihr Studium der Theaterwissenschaft, Musik und Schönen Künste. Sie macht ihre ersten Schritte im Filmwesen und beschließt, nach Paris zu gehen, um dort ihr Studium der Architektur, Philosophie, des Städtebaus und der Völkerkunde des Maghreb fortzusetzen.
Nach ihrem Examen in Philosophie verdient sie sich ihren Lebensunterhalt zunächst im nationalen Bildungsbereich sowie mit vielfältigen anderen Beschäftigungen. Mit dem Architekturdiplom in der Tasche spezialisiert sie sich sodann auf den bioklimatischen Zweig und wird Städtebauerin in der Präfektur von Paris. Weitere solartechnische Forschungen führen sie nach Belgien und Ägypten, um nach dem Erwerb eines Anschlussdiploms (DEA) für Ästhetik unter der Leitung von Olivier Revault d’Allonnes an der Sorbonne, Lehmbauweise bzw. Erdarchitektur bei Hassan Fathy zu studieren. Sie veröffentlicht ihre ersten Artikel in den Zeitschriften Le Sauvage („Der Wilde“), Sans frontières („Grenzenlos“) und verfasst ihr erstes Drehbuch.

### Zweite Pariser Zeit
Wieder zurück in Paris besucht sie eine Zeit lang das „Conservatoire de théâtre national supérieur de Paris“ (die Staatliche Höhere Schauspielschule von Paris) und bekommt ihre ersten Rollen im Film und Fernsehen. Des Weiteren wird sie Reporterin bei der Agentur Gamma und realisiert zahlreiche Themenvorgaben für verschiedene Sendungen, wozu sie manchmal auch die Kommentare liefert Moi-je Sexy folies, Océaniques, Mosaïque, Envoyé Spécial, Des racines et des ailes. Bei einer Reportage wird Philippe Alfonsi auf sie aufmerksam und schlägt ihr vor, das neue Sendemagazin, das er gerade mit Maurice Dugowson einrichten will, zu moderieren mit der gleichzeitigen Bitte, auch an dem Konzept mitzuarbeiten. Catherine regt dazu einen beweglichen Interviewraum an, um nicht an ein Studio gebunden zu bleiben oder der Routine zu verfallen. Dazu wagt sie einen lebhaften, unüblichen Ton in einem besonderen, originellen Dekor, nämlich ein Taxi, das sich in Paris umherbewegt: Der Cadillac fährt des Nachts und die Moderatorin stellt ihren Gästen die Fragen in ihrem Auto!
Dieser Automobil-Studioraum gibt dann auch den Titel für die Sendung selbst ab: Taxi. Und es wird gleich ein Magazin, das gut ankommt, weil es sich durch diesen neuen, neugierigen, natürlichen und bisweilen etwas unverfrorenen Ton auszeichnet, den man in der Folge ebenso gern kopiert. Das Magazin, von allen Profis seiner Zunft begrüßt, erhält eine Sept d’or („eine goldene Sieben“). Chris Marker ist ebenfalls von diesem neuen Ton besonders angetan und bietet ihr 1997 die Rolle der Journalistin in Level Five an. Sie spielt sie mit soviel natürlicher Ausstrahlung, dass gewisse Zuschauer ganz vergaßen, dass es sich nur um eine Fiktion handelte! Dann fährt sie nach Algerien, um ihren ersten Dokumentarfilm Reflet perdu du miroir („Der Spiegel, „Die verlorene Spiegelung des Spiegels“) zu drehen, die Geschichte zweier kleiner Zwillingsschwestern, die sich nach langer Trennung endlich wiederfinden. Sie wird Mitarbeiterin von L’autre journa („Das andere Journal“) und La légende du siècle (Die Legende des Jahrhunderts“).

### Asien
Ihre besondere Begeisterung für Asien bringt sie dazu, zahlreiche Reisen nach Japan, China, Birma, Vietnam, Kambodscha, Thailand, Laos, Malaysia, Südkorea, den Malediven, Indien, Indonesien, Sri Lanka, Singapur, Hongkong, Taiwan oder Makao (China) zu unternehmen und zur Mitbegründerin eines neuen Magazins zu werden, das auf Asien spezialisiert ist und sie zu dessen großer Reporterin macht. Sie unterrichtet Filmwesen im Libanon und besucht dann auch Zentralasien (Usbekistan, Tadschikistan, nachdem sie die Türkei und später Russland für sich entdeckt hat). Außerdem arbeitet sie an weiteren Magazinen zum Tourismus, zu Reisen und zur Gastronomie mit, wobei sie sich nebenbei noch um ihr Produktions- und Verlagshaus KAREDAS kümmert.

### Familie
Catherine Belkhodja ist Mutter von fünf Kindern, die sich schon ihrerseits in künstlerischen Kreisen einen Namen gemacht haben:
- Maïwenn Le Besco: Schauspielerin, Drehbuchautorin, Regisseurin,
- Jowan Le Besco: Kameramann und Schauspieler,
- Isild Le Besco: Schauspielerin, Drehbuchautorin und Regisseurin,
- Léonor Graser: Schauspielerin, Drehbuchautorin, Forscherin, Lehrende an der Sorbonne (Kulturelle Vermittlungen),
- Kolia Litscher: Schauspieler.

## Filmografie als Schauspielerin

### Langfilme
- 1980: La chanson du mal aimé (Das Lied des Ungeliebten) von Claude Weisz
- 1981: Le Cadeau (Das Geschenk) von Michel Lang
- 1982: Pour cent briques, t'as plus rien (Für hundert Ziegelsteine kriegst du nichts mehr) von Édouard Molinaro
- 1984: Une maille à l'endroit, une maille à l'envers (Eine Masche recht, eine Masche links/Eins rechts, eins links) von Madeleine Laïk
- 1986: Nuit docile (Gelehrige Nacht) von Guy Gilles
- 1986: Noir et Blanc (Schwarz und weiß) von Claire Devers
- 1988: L'autre nuit (Die andere Nacht) von Jean Pierre Limousin
- 1996: The proprietor (Der Eigentümer) von Ismaêl Merchant
- 1996: Level Five von Chris Marker
- 1998: La Puce (Der Floh) von Emmanuelle Bercot
- 2001: Roberto Succo von Cédric Kahn

### Kurzfilme
- 1976: L'étourdie (Die Zerstreute) von Annie Bertini
- 1980: Fragments du discours amoureux (Bruchstücke vom Liebesgeschwätz) von Denis Lazerme
- 1984: Le compte rendu (Die Nacherzählung) von Benoît Peeters
- 1985: Procès de l'oeuf (Prozeß ums Ei) von Catherine Belkhodja
- 1989: Clip New Order von Chris Marker
- 1990: Yoyo von Catherine Belkhodja Musik: Gabriel Yared
- 1991: Cinéma (Kino) von Catherine Belkhodja Musik: Gabriel Yared
- 1991: Place des Vosges (Vogesenplatz) von Catherine Belkhodja mit Isild Le Besco und Kolia Litscher
- 1993: Parfaitement imparfaite von und mit Catherine Belkhodja

### Fernsehen
- 1981: Point de rencontre (Treffpunkt) von Michel Favart
- 1983: Der Fahnder von Erwin Keusch (Bavaria)
- 1985: Studio Lavabo (Sanitärstudio) von Patrick Bouchitey
- 1986: Double Face (Doppelgesicht) von Serges Leroy
- 1987: Marc et Sophie (Marc und Sophie) von [()]
- 1988: Les hommes de bonne volonté (Menschen/Männer guten Willens/Gutwillige Menschen/Männer)
- 1989: L’héritage de la chouette (Das Erbe der Eule) von Chris Marker
- 1990: Berliner Ballade von Chris Marker (Stimme)
- 1997: Reflets perdu du miroir Die verlorene Spiegelung des Spiegels mit Maïwenn Le Besco und Isild Le Besco

## Theater (Auswahl)
- 1980: La maison de Bernarda Alba (Das Haus der Bernarda Alba) von García Lorca. Théâtre. de la Villette, Inszenierung Youssef Hamid
- 1982: Phèdre (Phädra) von Racine. Théâtre de l’Atopie, Inszenierung Norbert Heinbürger
- 1986: Le voleur d’autobus (DerAutobusdieb). Théâtre Yerma, Inszenierung Youssef Hamid

## Schriftstellerische Tätigkeit
Catherine Belkhodja konzentriert zur Zeit ihre Aktivitäten auf den schriftstellerischen Bereich und veröffentlicht ihre Texte regelmäßig in Literaturzeitschriften, wie z. B. Alter texto (Der andere Text), Hakaï, Poète (Dichter), Carquois (Köcher), Cahiers de Poésie (Poesiehefte). Sie hat den Großen Internationalen Haiku-Wettbewerb des Marco Polo-Magazins ins Leben gerufen, der jedes Jahr die besten Haikuautoren aus zehn Ländern auszeichnet und dessen Preisverleihung mit einer festlichen Zeremonie im Japan-Haus in Paris stattfindet. Die Preisverleihung zum 2. Großen Marco Polo Haiku-Wettbewerb fand am 25. November mittags im TENRI-Zentrum unter der hohen Schirmherrschaft der japanischen Botschaft in Paris statt mit Sake als Aperitif sowie einem japanischen Buffet. Gleichfalls hat sie soeben in der Edition Karedas die Sammlung kaïseki auf den Markt gebracht, die sich ganz dem Haiku widmet. Zur Einweihung dieser Kollektion hat sie den kanadischen Haijin Yves Brillon um Mithilfe gebeten, Preisträger des Großen Preises, Winter 2005 und des „Grand Prix Vagues“ (Wellen) 2006 im Großen Internationalen Haiku-Wettbewerb. der vom Marco Polo-Magazin im Haus der japanischen Kultur in Paris organisiert wurde. Ab Januar soll sie eine Haiku-Schreibwerkstatt auf der Website des Magazins Psychologies (Psychologies magazine) ins Leben rufen.
Gedichtveröffentlichungen:
- LES CAHIERS DE POESIE 6. Laurent Felds. ISBN 2-916090-68-1
- LES CAHIERS DE POESIE 7. Laurent Felds. ISBN 2-916090-71-1
- REVUE ALTER TEXTO N°14. April 2006
- DIX VUES SUR LE HAIKU. Herbst 2007. AFH

als Herausgeberin der KAREDAS éditions:
- L'ombre du caméléon de François Roche (Architecture, distribué par l'Institut français d'architecture)
- Correspondance anachronique de Nam et Sor (Essai)
- Peintures de Dominique Maraval (Art plastique contemporain)
- D'un instant à l'autre de Yves Brillon (Haiku, collection kaiseki)[1]